# We Have Come for Your Parents
We Have Come for Your Parents è il terzo album in studio del gruppo musicale statunitense Amen, pubblicato il 10 ottobre 2000 dalla Virgin Records, dalla I Am Records e dalla EMI.
Il titolo dell'album è un omaggio a We Have Come for Your Children del gruppo punk Dead Boys, il cui titolo viene invertito. L'album è stato prodotto da Ross Robinson ed è il disco di maggiore successo del gruppo. La canzone CK Killer è una critica contro lo stilista Calvin Klein. Nella versione limitata dell'album (disponibile solo in Australia) è presente il video per il singolo Too Hard to Be Free.

## Tracce
1. CK Killer – 1:58
2. Refuse Amen – 2:45
3. Justified – 3:14
4. The Price of Reality – 3:17
5. Mayday – 3:03
6. Under the Robe – 3:56
7. Dead on the Bible – 3:05
8. Too Hard to Be Free – 2:44
9. Ungrateful Dead – 3:38
10. Piss Virus – 3:26
11. The Waiting 18 – 3:17
12. Take My Head – 2:43
13. In Your Suit – 2:45
14. Here's the Poison – 4:09

### CD 2 (Australia)
1. Motorcade Horizon – 3:15
2. War in Your Name – 1:46
3. Room of Ruin – 3:20
4. Nice to Be Here (Live from the BBC) – 3:18
5. Another Planet – 3:53
6. Justified (Live from Oxford) – 3:26

- Too Hard to Be Free (Video) – 2:44

## Formazione
- Casey Chaos - voce
- S. Mayo - chitarra
- Paul Fig - chitarra
- Tumor, John - basso
- Larkin - batteria